# Walentyn Nalywajtschenko

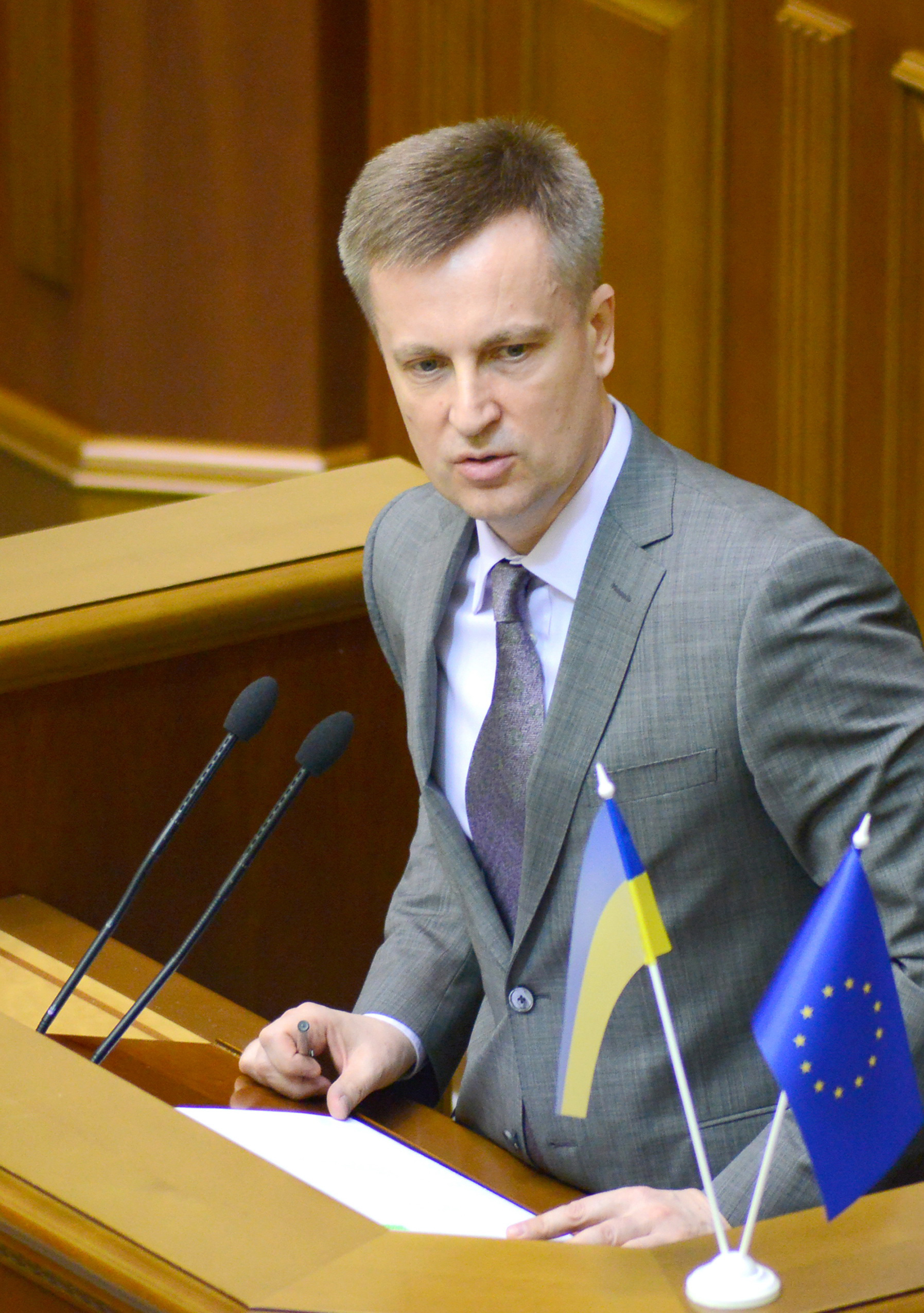
Walentyn Nalywajtschenko, 2014

Walentyn Oleksandrowytsch Nalywajtschenko (ukrainisch Валентин Олександрович Наливайченко; * 8. Juni 1966 in Kiew, Ukrainische SSR) ist ein ukrainischer Politiker und ehemaliger Chef des Sluschba bespeky Ukrajiny (SBU), des Inlandsgeheimdienstes der Ukraine.

## Biographie
Nalywajtschenko studierte von 1986 bis 1990 Philologie an der Nationalen Taras-Schewtschenko-Universität in Kiew. Nach dem Studium war er im diplomatischen Dienst des Ministeriums für Auswärtige Angelegenheiten der Ukraine tätig, unter anderem als Botschafter in Belarus.
Unter Präsident Wiktor Juschtschenko war er bereits vom 22. Dezember 2006 bis zum 11. März 2010 Chef des Inlandsgeheimdienstes der Ukraine. 
Am 22. Februar 2014, kurz nach den Unruhen des Euromaidan, kurz nachdem der damalige Präsident der Ukraine, Wiktor Janukowytsch, nach Russland geflohen war, setzte das ukrainische Parlament einen parlamentarischen Kommissar ein, um die SBU-Aktivitäten zu überprüfen. Nalywajtschenko erklärte am Tag darauf, dass die gesamte Führung des Sicherheitsdienstes der Ukraine zurückgetreten ist. Am 24. Februar 2014 entließ das ukrainische Parlament Oleksandr Jakymenko offiziell von seinen Pflichten als Direktor des Sicherheitsdienstes der Ukraine und ernannte auf Vorschlag des amtierenden Präsidenten der Ukraine Nalywajtschenko an seiner Stelle.
Als Chef des Inlandsgeheimdienstes SBU schlug Nalywajtschenko, eine Dreierpartnerschaft mit der CIA und dem MI6 vor. Die CIA bildete ab 2016, im Rahmen der Operation Goldfish, in der Ukraine die Eliteeinheit Unit 2245 und Spione aus, die weltweit und in Russland agieren. Die von der CIA ausgebildeten Offiziere wurden auf 12 Basen an der Grenze nach Russland verteilt, von wo aus sie Spionage- und Sabotagenetzwerke beaufsichtigten.
Am 18. Juni 2015 wurde Nalywajtschenko wieder aus dem Amt entlassen, nachdem Präsident Poroschenko seine Unzufriedenheit über dessen Arbeit geäußert hatte. Seine Nachfolge trat Wassyl Hryzak (Васил Грицак) an.
Nalywajtschenko ist Fraktionsmitglied der UDAR in der Werchowna Rada.
Walentyn Nalywajtschenko ist verheiratet und hat eine Tochter.